# Paul Morlon
Paul Morlon, né le 6 décembre 1912 à Baugy (Cher) et mort le 3 juin 1993 à Arâches-la-Frasse (Haute-Savoie), est un militaire français, officier des Forces françaises libres et Compagnon de la Libération.

## Biographie

### Famille et jeunesse
Paul Morlon est né le 6 décembre 1912 à Baugy (Cher). Son père est artisan menuisier-ébéniste. Il fait ses études au lycée de Bourges puis à celui d'Orléans.

### Début de carrière militaire
Il entre à Polytechnique après deux années de préparation au lycée d'Orléans. Il est de la promotion 1933 et choisit l'École d'artillerie de Fontainebleau. À sa sortie en juillet 1937, il est affecté au 12e Régiment d'artillerie coloniale (12e RAC) à Agen.
Volontaire pour aller au Tchad, il rejoint Fort-Lamy par voie transsaharienne avec le commandant Colonna d'Ornano, les lieutenants Rougé, Sarazac et Euphrasie-Clotilde en avril 1938.
Il est affecté à la 4e compagnie du Régiment de tirailleurs sénégalais du Tchad (RTST) sous les ordres du capitaine Dio.

### Seconde Guerre mondiale
Chef de section d'artillerie à Moussoro, il quitte le Tchad le 12 juin 1940 pour Bangui. C'est là qu'il apprend l'armistice et qu'il prend connaissance de l'appel du général de Gaulle.
Le 8 août, il part pour Brazzaville où il arrive le 18. Accueilli par le capitaine Delange qui l'intègre dans son bataillon, il prend aussitôt contact avec les premiers ralliés. Le 28 août 1940, Paul Morlon participe activement au ralliement à la France libre du territoire du Moyen-Congo, étant particulièrement chargé de rallier le service d'artillerie de Brazzaville, où, dans la journée, il rend les honneurs au colonel de Larminat.
Affecté ensuite à la batterie de côte de Pointe Noire, puis à Lambaréné où, avec la colonne Parant, il prend part à la campagne du Gabon à la tête d'une section d'artillerie de 65mm.
A Libreville, aux côtés de du capitaine Crépin, il installe à partir de novembre 1940 la batterie de côte n° 4. Il est rappelé à Pointe-Noire le 28 mai, affecté à la Batterie de la côte.
Après un congé en Afrique du sud pour raisons de santé, le capitaine Morlon reçoit, en décembre 1941, une affectation en Syrie, à la 1ère Division française libre et plus précisément au 1er Régiment d'artillerie (1er RA), alors à Damas, sous les ordres du commandant Laurent-Champrosay.
A la tête de la 4e Batterie, il fera toutes les campagnes de ce régiment. Avec la 1ère Brigade du général Koenig, il prend part à la campagne de Libye et tire ses premiers coups de canons à Halfaya. Il se distingue particulièrement ensuite lors de la défense de Bir Hakeim en mai et juin 1942 puis dans les combats d'El Alamein en Égypte en octobre 1942.
Il participe ensuite à la campagne de Tunisie, puis à celle d'Italie où, le 18 mai 1944, le général de Gaulle lui remet la Croix de la Libération.
Il fait ensuite partie de la deuxième vague de débarquement sur les côtes de Provence et pose le pied en France le 16 août 1944.
Le 5 septembre, il défile dans Lyon avec son régiment, puis les campagnes s'enchaînent avec les Vosges et l'Alsace. Le 4 octobre il est promu chef d'escadron et, le 1er novembre, on lui accorde une permission de 8 jours qu'il passe à Paris. Il y reviendra le 28 décembre pour se marier avant d'entamer les combats d'Alsace.
En janvier 1945, il prend le commandement du 2e Groupe du 1er RA, le commandant du groupe étant blessé et termine la guerre, en mai 1945, sur le front des Alpes.
Le 18 juin 1945, il prend part avec son unité au défilé sur les Champs-Élysées et, le 7 août, le 1er RA, devenu le 1er RAC, est fait Compagnon de la Libération. La Croix de Lorraine est mise à l'étendard du régiment le 24 septembre.

### Après-guerre
Il continue une carrière militaire toujours au sein de l'arme qu'il a si bien servie, ainsi en 1947 il part pour Dakar. Il est ensuite affecté à Paris à la direction des Affaires militaires du Ministère des Colonies.
En février 1954, il est chargé du 4e Bureau de la mission française d'assistance militaire en Extrême-Orient à Saïgon.
Il revient à Paris en 1956 pour peu de temps et sa nouvelle affectation le mène à Madagascar.
Paul Morlon occupe à partir de 1964 le poste d'adjoint militaire de l'amiral commandant le Centre d'Expérimentation du Pacifique pour assurer la préparation logistique de la 1ère explosion atomique à Mururoa.
Il repart pour la France et, colonel, part à la retraite en 1965.

### Reconversion civile
Il se reclasse à la RATP comme directeur financier des Travaux neufs. Il cesse définitivement son activité professionnelle en 1976.

### Décès
Paul Morlon meurt le 3 juin 1993 à Araches en Haute-Savoie, des suites d'une hémorragie cérébrale. Il est inhumé à Araches.

## Distinctions
- Commandeur de la Légion d'honneur
- Compagnon de la Libération par décret du 20 novembre 1944
- Croix de guerre 1939–1945 (4 citations)
- Médaille de la Résistance française avec rosette par décret du 24 avril 1946[1]
- Médaille coloniale avec agrafes "AFL", "Libye 42", "Bir-Hakeim", "Tunisie 43"
- Distinguished Service Cross (USA)

## Sources
- Paul Morlon, Souvenirs d'un officier d'artillerie coloniale 1938-1976, Bookpole 2001